# Proces lekarzy
Proces lekarzy (oficj. proces USA vs. Karl Brandt i inni) – pierwszy z 12 procesów norymberskich przeprowadzonych przed amerykańskimi trybunałami wojskowymi po zakończeniu głównego procesu hitlerowskich zbrodniarzy wojennych przed Międzynarodowym Trybunałem Wojskowym w Norymberdze. Proces lekarzy toczył się od 9 grudnia 1946 do 20 sierpnia 1947 i dotyczył zbrodni popełnionych przez członków niemieckich służb medycznych III Rzeszy.

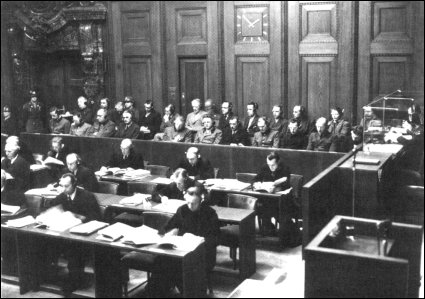
Sala sądowa podczas procesu lekarzy

## Oskarżeni
Ława oskarżonych składała się z 23 osób, niemal wyłącznie lekarzy. Na szczególną uwagę zasługiwali spośród nich: dr Karl Brandt (główny oskarżony, lekarz przyboczny Adolfa Hitlera oraz komisarz Rzeszy do spraw zdrowia), dr Karl Gebhardt (lekarz przyboczny Heinricha Himmlera i ostatni prezes hitlerowskiego Czerwonego Krzyża),  Viktor Brack (jeden z szefów urzędu w Kancelarii Rzeszy), dr Joachim Mrugowsky (dyrektor Instytutu Higieny Waffen-SS), dr Waldemar Hoven (lekarz obozowy w Buchenwaldzie) oraz Wolfram Sievers (sekretarz generalny Towarzystwa Ahnenerbe).
Wśród oskarżonych zabrakło dr Josefa Mengele, dr Ernsta Roberta Grawitza (który od 1936 szefował służbie zdrowia SS i policji będąc Reicharzt SS und Polizei oraz prezesem niemieckiego Czerwonego Krzyża przez całą niemal wojnę), a także dr Enno Lollinga (naczelnego lekarza obozów koncentracyjnych w ramach WVHA). Dwaj ostatni zbrodniarze popełnili samobójstwo w 1945, gdy klęska Rzeszy była nieunikniona.

## Zarzuty oskarżenia
Wszyscy lekarze oraz Viktor Brack, Rudolf Brandt i Wolfram Sievers, którzy nie mieli wykształcenia medycznego, oskarżeni zostali o popełnienie zbrodni wojennych i zbrodni przeciw ludzkości oraz o przynależność do SS, jako organizacji przestępczej. W szczególności zarzuty oskarżenia objęły przeprowadzanie pseudomedycznych eksperymentów na więźniach obozów koncentracyjnych (jak stwierdził trybunał prowadzono je bez zgody więźniów, z częstym narażeniem ich zdrowia i życia oraz nie miały one większego sensu z punktu widzenia medycznego albo ich cel był stricte zbrodniczy). Dotyczyło to m.in. dr Karla Gebhardta i dr Herty Oberheuser, którzy osobiście przeprowadzali eksperymenty na więźniarkach Ravensbrück czy dr Waldemara Hovena, który prowadził podobną działalność jako lekarz obozowy w Buchenwaldzie. Dr Karl Brandt rozkazywał wykonywać te eksperymenty i je osobiście nadzorował. Viktor Brack był odpowiedzialny za akcję T4 (eutanazję chorych umysłowo i inwalidów) i akcję eksterminacji niezdolnych do pracy więźniów w obozach koncentracyjnych. Był także współodpowiedzialny za przeprowadzenie Einsatz Reinhard oraz za plany sterylizacji całych narodów. Instytut Higieny Waffen-SS, kierowany przez dr Joachima Mrugowsky'ego również dokonywał licznych pseudoeksperymentów na więźniach obozów i współpracował z firmami chemicznymi w celu dostarczania gazów trujących do obozów zagłady. Towarzystwo Ahnenerbe (którym zarządzał Wolfram Sievers) dopuściło się licznych zbrodni łącząc jednocześnie badania nad "rasami niższymi" z badaniami w celach wojskowych (m.in. testowano na niewinnych ofiarach użycie gazów bojowych). Także pozostali lekarze byli oskarżeni o popełnienie rozlicznych zbrodni, na czele z przeprowadzaniem eksperymentów pseudomedycznych.

## Wyrok
Trybunał amerykański ogłosił wyrok 20 sierpnia 1947. 7 oskarżonych skazanych zostało na karę śmierci przez powieszenie, 9 na kary dożywotniego lub terminowego pozbawienia wolności, a 7 uniewinniono. Wszystkie wyroki śmierci wykonano przez powieszenie 2 czerwca 1948 w więzieniu Landsberg (Bawaria). Proces lekarzy był jedynym z procesów norymberskich, w którym wykonano wszystkie wyroki śmierci. Kary pozbawienia wolności były stopniowo łagodzone przez władze amerykańskie (przed 1960 wszyscy skazani byli już na wolności). W uzasadnieniu wyroku trybunał określił dokładnie jakie przesłanki powinny spełniać eksperymenty by uznać je za eksperymenty medyczne i by nie podlegały one karze (tzw. kodeks norymberski). Uzasadnienie to stanowi odniesienie dla większości współczesnych regulacji prawnych dotyczących prowadzenia badań klinicznych (zob. Deklaracja Helsińska).

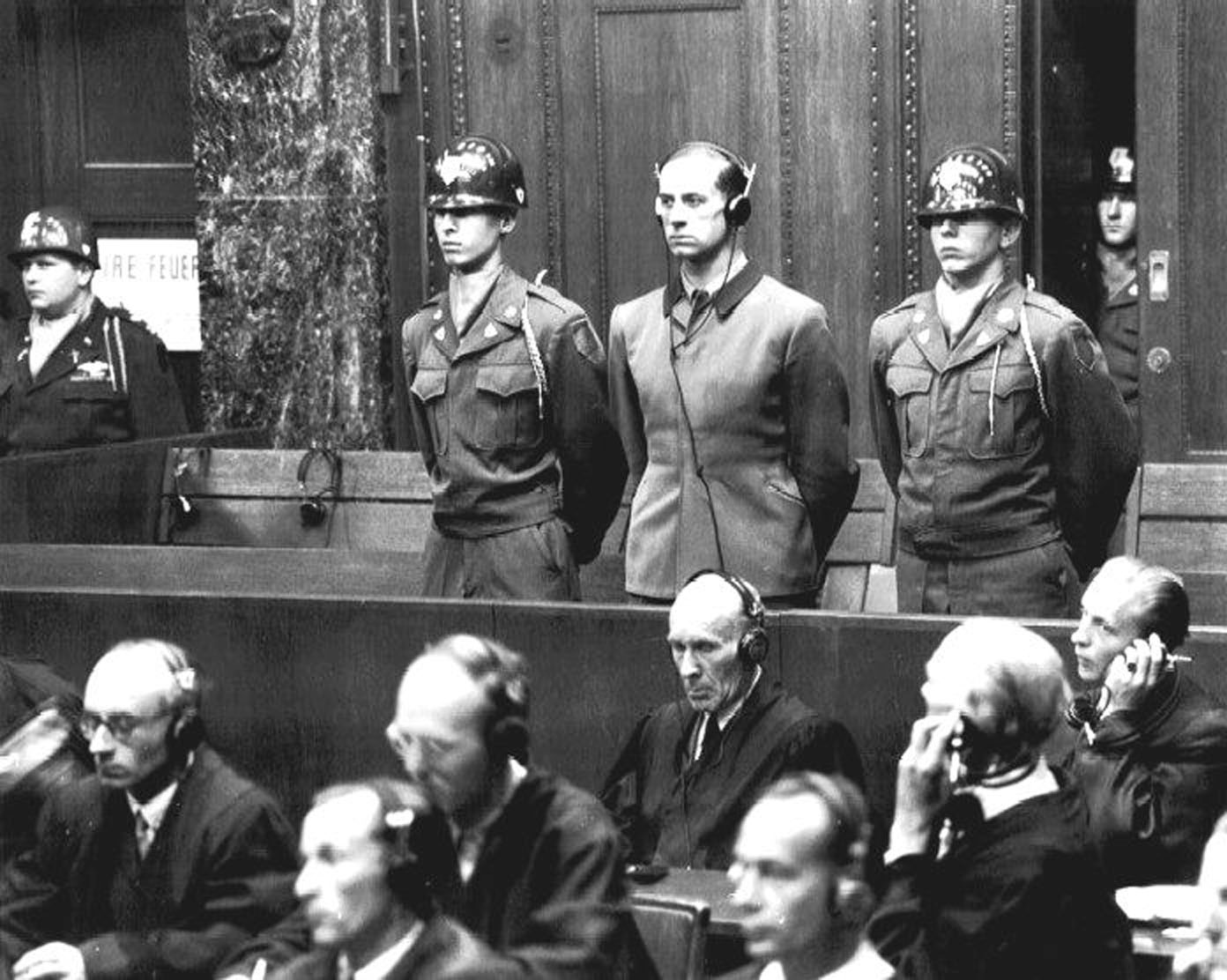
Dr Karl Brandt podczas procesu

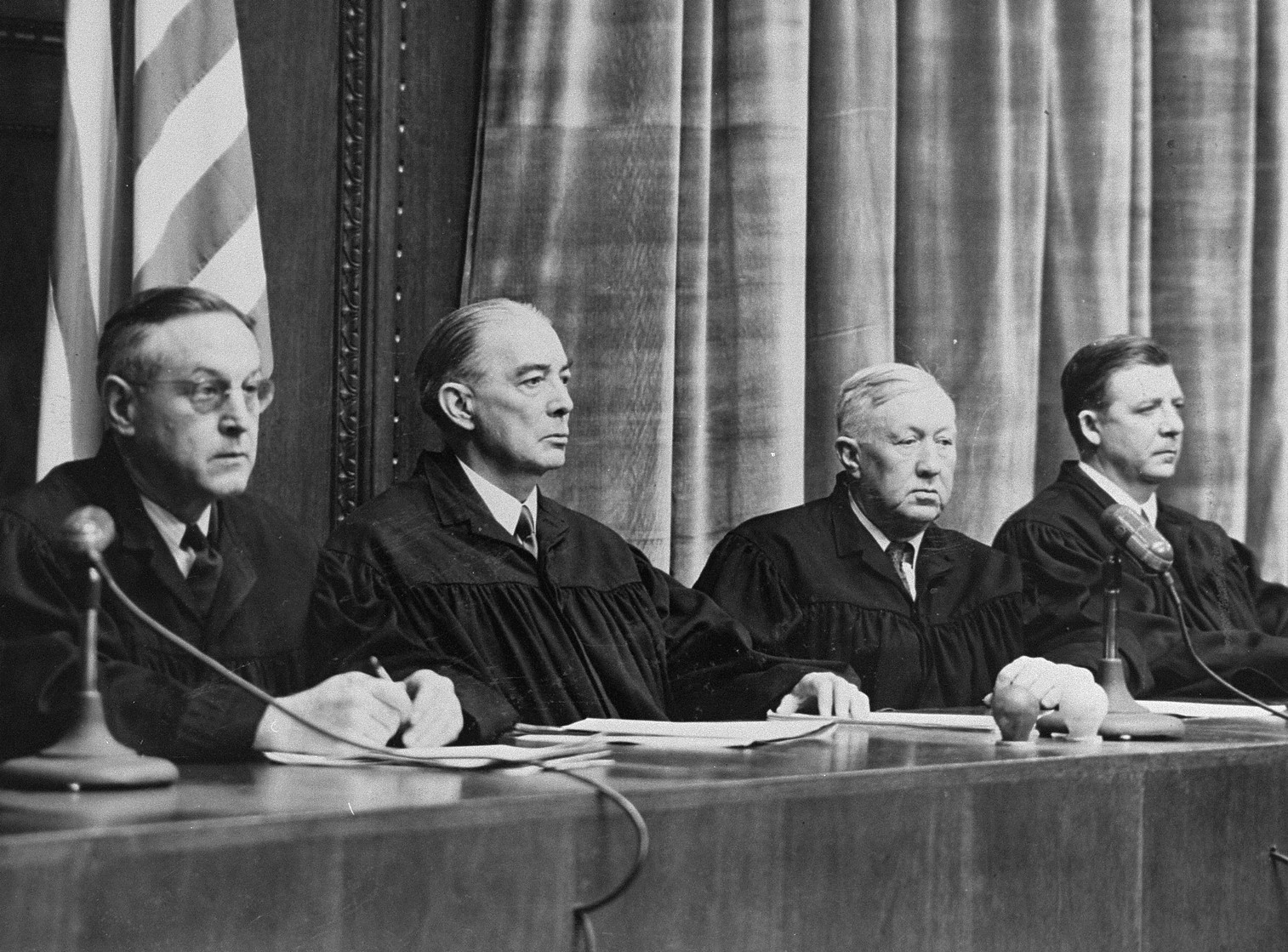
Ława sędziowska; od lewej: Harold L. Sebring, Walter B. Beals, Johnson T. Crawford i Victor C. Swearingen

Treść wyroku amerykańskiego trybunału wojskowego w procesie lekarzy:
1. dr Karl Brandt – śmierć przez powieszenie (wyrok wykonano)
2. dr Karl Gebhardt – śmierć przez powieszenie (wyrok wykonano)
3. Viktor Brack – śmierć przez powieszenie (wyrok wykonano)
4. Rudolf Brandt – śmierć przez powieszenie (wyrok wykonano)
5. dr Joachim Mrugowsky – śmierć przez powieszenie (wyrok wykonano)
6. dr Waldemar Hoven – śmierć przez powieszenie (wyrok wykonano)
7. Wolfram Sievers – śmierć przez powieszenie (wyrok wykonano)
8. dr Karl Genzken – dożywotnie pozbawienie wolności (kara zamieniona na 20 lat pozbawienia wolności)
9. dr Siegfried Handloser(inne języki) – dożywotnie pozbawienie wolności (kara zamieniona na 20 lat pozbawienia wolności)
10. dr Gerhard Rose(inne języki) – dożywotnie pozbawienie wolności (kara zamieniona na 20 lat pozbawienia wolności)
11. dr Fritz Fischer – dożywotnie pozbawienie wolności (kara zamieniona na 15 lat pozbawienia wolności)
12. dr Oskar Schröder – dożywotnie pozbawienie wolności (kara zamieniona na 15 lat pozbawienia wolności)
13. dr Hermann Becker-Freyseng(inne języki) – 20 lat pozbawienia wolności (kara zamieniona na 10 lat pozbawienia wolności)
14. dr Herta Oberheuser – 20 lat pozbawienia wolności (kara zamieniona na 10 lat pozbawienia wolności)
15. dr Wilhelm Beiglböck – 15 lat pozbawienia wolności (kara zamieniona na 10 lat pozbawienia wolności)
16. dr Helmut Poppendick(inne języki) – 10 lat pozbawienia wolności (ostatecznie zwolniony z obowiązku odbywania kary)
17. dr Kurt Blome – uniewinniony
18. dr Adolf Pokorny – uniewinniony
19. dr Hans Wolfgang Romberg(inne języki) – uniewinniony
20. dr Paul Rostock – uniewinniony
21. dr Siegfried Ruff(inne języki) – uniewinniony
22. dr Konrad Schäfer(inne języki) – uniewinniony
23. dr Georg August Weltz(inne języki) – uniewinniony
24. dr Leonardo Conti – powiesił się w celi 6 października 1945